# آلان باكستر
آلان باكستر (بالإنجليزية: Alan Baxter)‏ (و. 1908 – 1976 م) هو ممثل، وممثل تلفزيوني، من الولايات المتحدة، ولد في إيست كليفلاند، توفي في لوس أنجلوس، عن عمر يناهز 68 عاماً.

## التعليم
تعلم في مدرسة ييل للدراما.

## الحياة الشخصية
كان باكستر متزوج من الممثلة باربرا ويليامز لمدة سبعة عشر عاماً إلى حين وفاته بتاريخ 9 نوفمبر عام 1953.

## وصلات خارجية
- آلان باكستر على موقع IMDb (الإنجليزية)
- آلان باكستر على موقع ألو سيني (الفرنسية)
- آلان باكستر على موقع أول موفي (الإنجليزية)
- آلان باكستر على موقع قاعدة بيانات برودواي على الإنترنت (الإنجليزية)
- آلان باكستر على موقع قاعدة بيانات برودواي على الإنترنت (الإنجليزية)
- آلان باكستر على موقع قاعدة بيانات الأفلام السويدية (السويدية)
- آلان باكستر على موقع إن إن دي بي (الإنجليزية)
- آلان باكستر على موقع قاعدة بيانات الفيلم (الإنجليزية)
- آلان باكستر على موقع كينوبويسك (الروسية)